# Thomas Staub
Thomas Staub (22 juli 1955) is een Zwitsers voormalig voetballer en voetbalcoach die speelde als verdediger.

## Carrière
Thomas Staub speelde al als junior bij FC Frauenfeld en maakte in het voorjaar van 1978 deel uit van het team dat als eerste in de geschiedenis van de club - en van Thurgau - promoveerde naar de NLB. Daarvoor maakte hij in 1977 een korte omweg naar het toen naar de eerste klasse gepromoveerde FC Uzwil. Aan het begin van zijn carrière speelde hij als spits, in 1981 werd Staub als verdediger naar de NLA gehaald door FC Zürich, voor wie hij 9 optredens maakte in het kampioenschap. In 1982 naar FC Aarau, voor wie hij de eerste twee jaar 51 NLA-wedstrijden speelde. Vanaf 1985 speelde hij bij FC Winterthur in de NLB. Volgens verschillende bronnen speelde hij in Winterthur tot 1988, maar vanaf 1986 maakte Staub geen deel meer uit van het team volgens andere bronnen.
Van 1996 tot 1999 stond hij aan het roer van FC Frauenfeld. Hij verruilde de club in 2000 voor de jeugdploegen van FC St. Gallen, in 2002 was hij kort als interim-coach aan de slag. Van 2009 tot 2012 was hij opnieuw coach van FC Frauenfeld. Hierna was hij coach van verschillende jeugdploegen waaronder die van SV Safnern, Kellerämter FC en FC Gelterkinden.